# محطة لاجارد
محطة لاجارد هي محطة سكة حديد فرنسية على الخط من مرسيليا سان تشارلز إلى فينتيميليا (الحدود)، وتقع في أراضي بلدية لا جارد، في إقليم الفار، في إقليم ألب كوت دازور.
وهي محطة تابعة للشركة الوطنية للسكك الحديدية (SNCF)، وتخدمها القطارات السريعة الإقليمية لبروفانس ألب كوت دازور.

## حالة السكك الحديدية
أنشئت محطة لا جارد على ارتفاع 27 مترًا، وتقع عند نقطة الكيلومتر 74.303 من الخط الممتد من مرسيليا سان تشارلز إلى فينتيميليا (الحدود)، بين محطتي تولون سانت موس ولا بولين هييريس. 

## تاريخ
دخلت المحطة الخدمة في 1 سبتمبر 1862 من قبل شركة السكك الحديدية من باريس إلى ليون والبحر الأبيض المتوسط (PLM)، عندما فتحت الخط من تولون إلى لي أركس، وكانت القسم الأول من امتيازها من تولون إلى نيس. تم إنشاء المحطة بعيدا عن المدينة وجاري دراسة إنشاء فرع لها لتسهيل خدمتها.

## خدمة المسافر

### الاستقبال
في المحطة مبنى للركاب، مع مكتب لبيع التذاكر، مفتوح من الاثنين إلى السبت، ومغلق أيام الأحد والعطلات الرسمية. وهي مجهزة بآلات لشراء التذاكر.

### القطارات
يصل إلى محطة لا غارد القطارات السريعة الإقليمية لبروفانس ألب كوت دازور (خطوط من مرسيليا إلى آركس - دراغينيان عبر تولون ومن مرسيليا إلى هييريس عبر تولون).

## الملاحظات والمراجع
1. ↑  Reinhard Douté (2011). "[930/2] Toulon - St-Raphael". Les 400 profils de lignes voyageurs du réseau français (بالفرنسية). La Vie du Rail. Vol. 2. p. 197. ISBN:978-2-918758-44-0..
2. ↑  François Palau; Maguy Palau (2001). "5.52 Toulon-Les Arcs : 1الأول {{{1}}} septembre 1862". Le rail en France (بالفرنسية). Paris: Palau. p. 171. ISBN:2-9509421-2-1..
3. 1 2  Site SNCF Ter Provence-Alpes-Côte d'Azur, Informations pratiques sur les gares et arrêts : Gare de La Garde lire نسخة محفوظة 10 سبتمبر 2011 على موقع واي باك مشين. (consulté le 18 juillet 2011).